# Бахо-Мартин
Бахо-Мартин (исп. Bajo Martín) — район (комарка) в Испании, на севере провинции Теруэль в составе автономного сообщества Арагон.

## География и история
Небольшой район, пересекаемый реками Мартин и Агуасвивас и расположенный между старыми транспортными путями, которые связывают горы с равнинами, а Левант с долиной Эбро. Территория представляет собой горы и речные долины, окруженные засушливыми землями со степной растительностью.
Бахо-Мартин граничит на севере с комарками Бахо-Арагон-Каспе и Рибера-Баха-дель-Эбро (провинция Сарагоса); на востоке с Бахо-Арагон, на западе с Кампо-де-Бельчите; на юге с Куэнкас-Минерас и Андорра-Сьерра-де-Аркос. Административный центр: Ихар.
Ранее главным занятием местных жителей было сельское хозяйство, до сих пор играющее важную роль, но сейчас наибольший вклад вносит добыча бурого угля (лигнита). В XX веке железная дорога и ирригационные системы открыли новые экономические возможности; большое значение имели сахарный завод в Ла-Пуэбла-де-Ихар, связанный с железной дорогой, и добыча полезных ископаемых на территориях Андорра-Сьерра-де-Аркос и Куэнкас-Минерас.
Комарка была учреждена в 2003 году. Исторически муниципалитеты Бахо-Мартин не являлись единой административной или политической единицей, поэтому совместное рассмотрение их развития довольно сложная или даже нерешаемая задача. На протяжении веков в Арагоне территории неоднократно распределялись и перераспределялись для различных целей, иногда существуя параллельно друг с другом.

## Муниципалитеты
В соответствии с законом 2003 года: 
1. Альбалате-дель-Арсобиспо
2. Асайла
3. Винасейте
4. Ихар
5. Кастельноу
6. Ла-Пуэбла-де-Ихар
7. Сампер-де-Каланда
8. Урреа-де-Гаэн
9. Хатьель